# 秋好馨
秋好 馨（あきよし かおる、1912年6月27日 - 1989年3月25日）は、日本の男性漫画家・画家である。東京府（現・東京都）出身。

## 来歴
高千穂中学校（旧制）在学中に、肺結核で2年間休学。その間、『アサヒグラフ』の漫画欄に投稿をしたことがきっかけとなり、漫画家堤寒三の弟子になる。
昭和11年（1936年）、デビュー作品『フレッシュマン新童君』を『東京朝日新聞』朝刊に掲載。翌12年（1937年）、「新漫画派集団」（のちの「漫画集団」）に入る。
昭和16年（1941年）、近藤日出造の主宰する雑誌『漫画』で『轟先生』を連載し、好評を博す。昭和24年（1949年）、『夕刊読売』の創刊にあわせて同紙11月27日号で『轟先生』の連載を開始。昭和26年（1951年）9月1日から『読売新聞』朝刊に移動し、病気による連載中断を幾度も挟みながら、昭和48年（1973年）2月27日まで連載を続けた。
その後は、画家として油絵に取り組み、昭和63年（1988年）には個展を開いている。
平成元年（1989年）3月25日、神奈川県鎌倉市の自宅で息を引き取った。死因は、肺がんによる呼吸機能不全だった。満76歳没。

## 作品リスト
- フレッシュマン新童君
- 轟先生
- 自由のメガネ
- 愚亭賢妻
- ますらを派出夫会
- アワモリ君
- のんきなおじさん
- タラちゃん
- 竹野しんぞう君
- 平野凡太郎

## 映画化作品
- 轟先生 (1947)
- 浮世も天国 (1947)
- ますらを派出夫会 (1956)
- 続・ますらを派出夫会　お供は辛いね (1956)
- ますらを派出夫会　粉骨砕身す (1957)
- ますらを派出夫会　男なりゃこそ (1957)
- アワモリ君売出す (1961)
- アワモリ君乾杯! (1961)
- アワモリ君西へ行く (1961)